# Seljalandsfoss

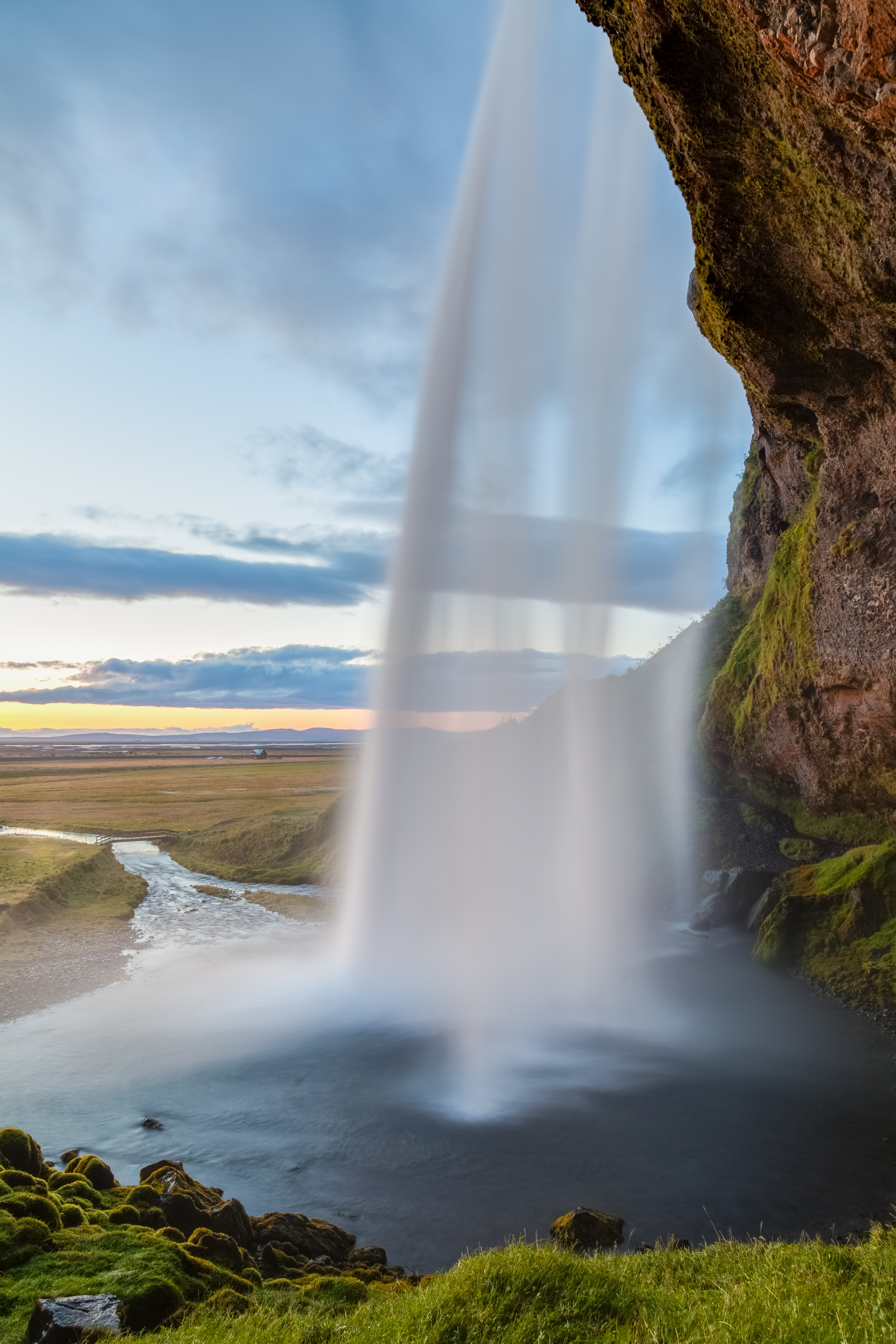
Seljalandsfoss

Seljalandsfoss  (česky Vodopád prodané země) je jedním z nejznámějších vodopádů na Islandu. Leží nedaleko pobřeží na jihu ostrova mezi městem Selfoss a vodopádem Skógafoss.
Poblíž něj odbočuje z Hringvegur cesta do údolí Þórsmörk.
Je napájen řekou Seljalandsá. Padá z bývalých útesů do hloubky 60 metrů.
Byl cílem první etapy během 6. dílu soutěže The Amazing Race.